# 1–9 Ruskin Terrace

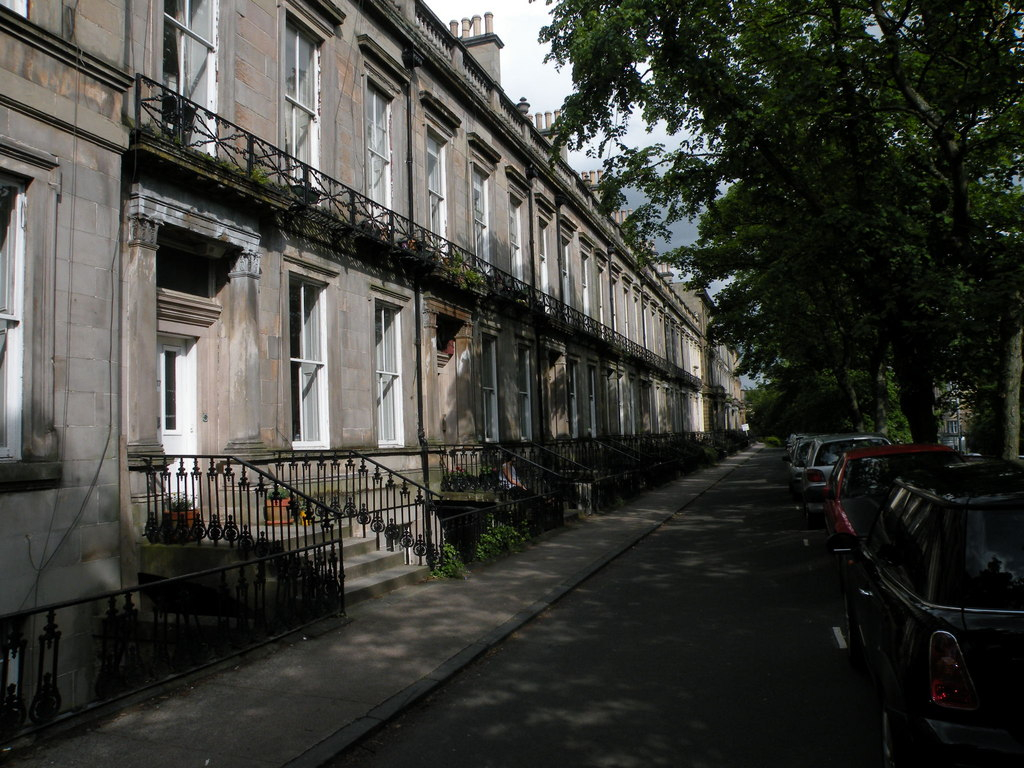
1–9 Ruskin Terrace

Unter der Adresse 1–9 Ruskin Terrace, in der schottischen Stadt Glasgow befindet sich eine Wohngebäudezeile. 1970 wurde das Bauwerk in die schottischen Denkmallisten in der höchsten Denkmalkategorie A aufgenommen.

## Beschreibung
Die dreistöckige Gebäudezeile steht an der Ruskin Terrace abseits der Great Western Road (A82) nordwestlich des Glasgower Stadtzentrums. Direkt westlich erstreckt sich die Gebäudezeile 1–16 Buckingham Terrace. Die Gebäudezeile entstand vermutlich zwischen 1855 und 1858. Sie ist klassizistisch mit Neorenaissance-Details ausgestaltet.
Die Gebäudezeile besteht aus spiegelsymmetrisch angeordneten, gleichförmigen Häusern, deren südexponierte Frontfassaden jeweils drei Achsen weit sind. Das Mauerwerk aus polierten Quadersteinen ist im Bereich des Erdgeschosses rustiziert. Pilaster gliedern die Fassade vertikal. Die auf den äußeren Achsen liegenden Eingangsbereiche benachbarter Häuser sind gruppiert. Sie sind mit korinthischen Säulen und Pilastern gestaltet. Sie tragen einen Giebel mit aufsitzendem Balkon mit steinerner Balustrade. Die flankierenden Fenster verfügen über Austritte mit ornamentierten, gusseisernen Balustraden. Dreiecksgiebel verdachen die Fenster oberhalb der Eingangstüre, während die weiteren Fenster im ersten Obergeschoss mit schlichten Gesimsen auf Konsolen schließen. Das zweite Obergeschoss ist mit einem schlichten Fenstergesimse gestaltet. Die Fassade schließt mit einem Kranzgesimse mit Zahnschnitt.
Die beiden abschließenden Gebäude sind sechs beziehungsweise fünf Achsen weit. Sie sind weitgehend analog ausgestaltet, jedoch verdachen segmentbögige Giebel sämtliche Fenster im ersten Obergeschoss.